# Ellie Kemper

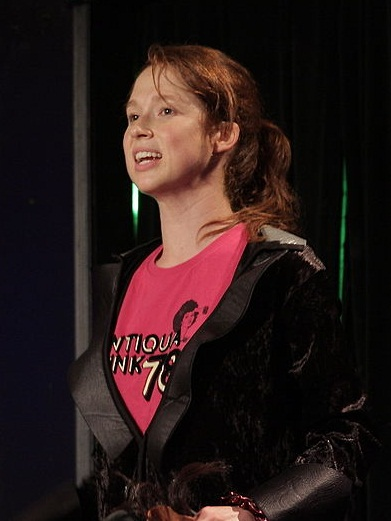
Ellie Kemper na scenie (2008)

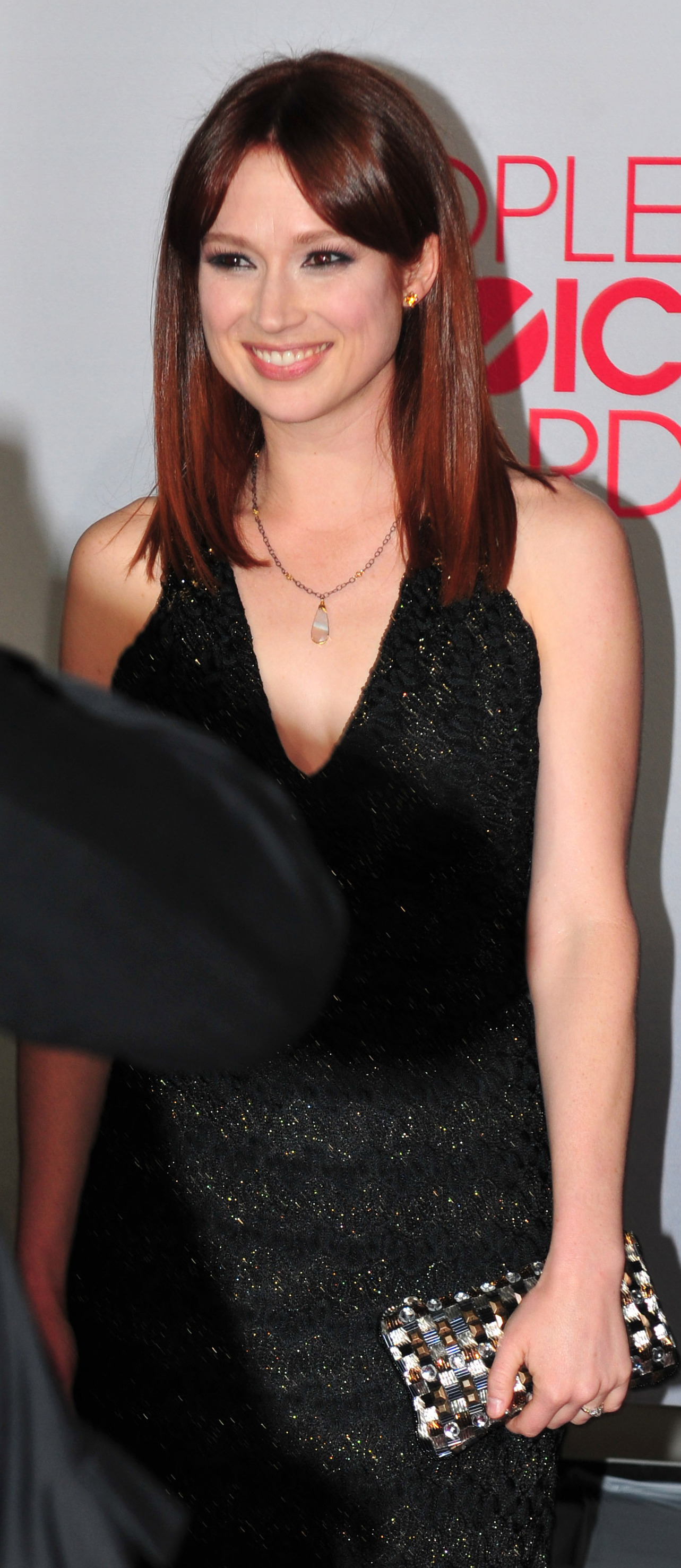
Ellie Kemper na People's Choice Awards (2012)

Elizabeth Claire Kemper (ur. 2 maja 1980 w Kansas City) – amerykańska aktorka, która wystąpiła m.in. w serialach Unbreakable Kimmy Schmidt i Biuro.

## Wybrana filmografia

### Filmy
| Rok  | Tytuł                                  | Rola         | Uwagi       |
| ---- | -------------------------------------- | ------------ | ----------- |
| 2009 | Mystery Team                           | Jamie        |             |
| 2009 | Cayman Went                            |              |             |
| 2010 | Idol z piekła rodem                    |              |             |
| 2010 | Somewhere. Między miejscami            | Claire       |             |
| 2011 | Druhny                                 | Becca        |             |
| 2012 | 21 Jump Street                         | Griggs       |             |
| 2012 | Rich Girl Problems                     | Lucretia     | krótkometr. |
| 2014 | Laggies                                | Allison      |             |
| 2014 | Sekstaśma                              | Tess         |             |
| 2014 | They Came Together                     | Karen        |             |
| 2014 | The Nobodies                           | Julie        | krótkometr. |
| 2016 | Sekretne życie zwierzaków domowych     | Katie        | głos        |
| 2017 | Lego Batman: Film                      | Phyllis      | głos        |
| 2017 | Smerfy: Poszukiwacze zaginionej wioski | Rozkwitka    | głos        |
| 2019 | Sekretne życie zwierzaków domowych 2   | Katie        | głos        |
| 2020 | The Stand In                           | Jenna Jones  |             |
| 2021 | Nareszcie sam w domu                   | Pam McKenzie |             |
| 2023 | Szczęście dla początkujących           | Helen        |             |

### Telewizja
| Rok        | Tytuł                                            | Rola                | Uwagi                     |
| ---------- | ------------------------------------------------ | ------------------- | ------------------------- |
| 2007       | Redeeming Rainbow                                | Shelly              | film TV                   |
| 2007–2008  | Mister Glasses                                   | Kitty               | 5 odc.                    |
| 2009–2013  | Biuro                                            | Erin Hannon         | w gł. obsadzie (107 odc.) |
| 2010       | The Office: The 3rd Floor                        | Erin Hannon         | 3 odc.                    |
| 2012–2013  | Świat według Mindy                               | Heather             | 3 odc.                    |
| 2013–2018  | Jej Wysokość Zosia                               | Crackle (głos)      | 10 odc.                   |
| 2013       | Brenda Forever                                   | Brenda Miller       | film TV                   |
| 2015, 2017 | Między nami, misiami                             | Lucy (głos)         | 3 odc.                    |
| 2015–2020  | Unbreakable Kimmy Schmidt                        | Kimmy Schmidt       | główna rola; 52 odc.      |
| 2019       | You're Not a Monster                             | Elsa Brenner (głos) | 3 odc.                    |
| 2020       | Unbreakable Kimmy Schmidt: Kimmy vs the Reverend | Kimmy Schmidt       | film TV                   |
| 2020       | Między nami, misiami: Film                       | Lucy (głos)         | film TV                   |
| 2022–2023  | Eureka!                                          | Chee (głos)         | 4 odc.                    |